# Victor Ikpeba
Victor Ikpeba Nosa, né le 12 juin 1973 à Benin City (Nigeria), est un footballeur international nigérian évoluant au poste d'attaquant de la fin des années 1980 au début des années 2000.

## Biographie
Ikpeba commence sa formation au football dans son pays natal à Lagos. Il remporte la coupe du monde des moins de 20 ans, à peine âgé de 16 ans, ce qui lui vaut d'être repéré par le club belge du RFC Liège qui le fait venir en Europe. Il parfait sa formation en Belgique où il est élu meilleur joueur étranger du championnat,.
Ikpeba est ensuite transféré à l'âge de 20 ans à l'AS Monaco, place forte du championnat de France. Le joueur était suivi de près par l'entraîneur monégasque Arsène Wenger qui a convaincu ses dirigeants d'acquérir le jeune attaquant,. D'abord critiqué pour son irrégularité et son style trop personnel, il finit par se libérer et s'imposer malgré une concurrence très talentueuse (Jurgen Klinsmann, Youri Djorkaeff, Sonny Anderson, Thierry Henry, David Trezeguet, etc.). Joueur fantasque et doué dans la percussion, il reste six ans à l'ASM où il gagne d'abord la confiance de Wenger avant de devenir un joueur majeur sous l'ère Tigana. Il gagne le championnat de France en 1997, joue deux demi-finales de coupe d'Europe et reste à ce jour le cinquième meilleur buteur de l'histoire de l'ASM et le meilleur buteur du club princier en compétitions européennes (14 buts) devant Marco Simone et George Weah (12 buts). 
Ikpeba obtient également de nombreuses sélections avec l'équipe nationale du Nigeria. En 1996, il remporte les Jeux olympiques avec les Super Eagles. Il participe également à deux Coupes du monde (en 1994 et 1998).
Il part ensuite à la découverte du championnat allemand à Dortmund, mais l'expérience tourne à l'échec. Deux ans plus tard, il est prêté au Betis Séville et découvre la Liga, sans succès. Ikpeba traverse alors un passage difficile dans sa vie de footballeur tout autant que dans sa vie d'homme où il est confronté à un drame personnel. 
En 2002, il s'exile à Al Ittihad alors qu'il n'a que 29 ans. En 2003, il rebondit à Charleroi mais Ikpeba, rongé par les blessures et par le manque d'argent, ne réussit pas son retour en Belgique. Il part se refaire une santé sportive et financière au Qatar avant de prendre sa retraite en 2005 à l'âge de 32 ans.
Il vit maintenant à Monaco avec ses trois enfants. Sa femme, Atinuke, est décédée en mai 2000 à 26 ans d'un cancer du sein.

## Statistiques
Ce tableau résume les statistiques de Victor Ikpeba en carrière de joueur,.
| Saison                | Club                  | Championnat           | Championnat | Championnat | Coupe nationale | Coupe nationale | Coupe de la Ligue | Coupe de la Ligue | Supercoupe | Supercoupe | Compétition(s) continentale(s) | Compétition(s) continentale(s) | Compétition(s) continentale(s) | Nigeria | Nigeria | Total | Total |
| Saison                | Club                  | Division              | M.          | B.          | M.              | B.              | M.                | B.                | M.         | B.         | Comp.                          | M.                             | B.                             | M.      | B.      | M.    | B.    |
| 1989-1990             | RFC Liège             | Division 1            | 8           | 2           | 1               | 0               | -                 | -                 | -          | -          | C3                             | 1                              | 0                              | -       | -       | 10    | 2     |
| 1990-1991             | RFC Liège             | Division 1            | 15          | 3           | 2               | 1               | -                 | -                 | -          | -          | -                              | -                              | -                              | -       | -       | 17    | 4     |
| 1991-1992             | RFC Liège             | Division 1            | 26          | 5           | 3               | 0               | -                 | -                 | -          | -          | -                              | -                              | -                              | 1       | 0       | 30    | 5     |
| 1992-1993             | RFC Liège             | Division 1            | 30          | 17          | 2               | 1               | -                 | -                 | -          | -          | -                              | -                              | -                              | 2       | 0       | 34    | 18    |
| Sous-total            | Sous-total            | Sous-total            | 79          | 27          | 8               | 2               | -                 | -                 | -          | -          | -                              | 1                              | 0                              | 3       | 0       | 91    | 29    |
| 1993-1994             | AS Monaco             | Division 1            | 30          | 6           | 1               | 0               | -                 | -                 | -          | -          | C1                             | 9                              | 3                              | 4       | 0       | 44    | 9     |
| 1994-1995             | AS Monaco             | Division 1            | 31          | 6           | 1               | 1               | 1                 | 0                 | -          | -          | -                              | -                              | -                              | 1       | 0       | 34    | 7     |
| 1995-1996             | AS Monaco             | Division 1            | 16          | 3           | 3               | 1               | 2                 | 1                 | -          | -          | -                              | -                              | -                              | 2       | 1       | 23    | 6     |
| 1996-1997             | AS Monaco             | Division 1            | 31          | 13          | 1               | 0               | 3                 | 2                 | -          | -          | C3                             | 10                             | 7                              | 4       | 0       | 49    | 22    |
| 1997-1998             | AS Monaco             | Division 1            | 30          | 16          | 2               | 2               | 1                 | 0                 | 1          | 1          | C1                             | 10                             | 4                              | 5       | 1       | 49    | 24    |
| 1998-1999             | AS Monaco             | Division 1            | 32          | 11          | -               | -               | 2                 | 0                 | -          | -          | C3                             | 6                              | 0                              | 3       | 0       | 43    | 11    |
| Sous-total            | Sous-total            | Sous-total            | 170         | 55          | 8               | 4               | 9                 | 3                 | 1          | 1          | -                              | 35                             | 14                             | 19      | 2       | 242   | 79    |
| 1999-2000             | Borussia Dortmund     | Bundesliga            | 21          | 2           | 1               | 0               | -                 | -                 | 1          | 0          | C1+C3                          | 2+2                            | 0+1                            | 5       | 2       | 32    | 5     |
| 2000-2001             | Borussia Dortmund     | Bundesliga            | 9           | 1           | 1               | 0               | -                 | -                 | -          | -          | -                              | -                              | -                              | 2       | 3       | 12    | 4     |
| Sous-total            | Sous-total            | Sous-total            | 30          | 3           | 2               | 0               | -                 | -                 | 1          | 0          | -                              | 4                              | 1                              | 7       | 5       | 44    | 9     |
| 2001-2002             | Betis Séville (prêt)  | Primera División      | 3           | 0           | -               | -               | -                 | -                 | -          | -          | -                              | -                              | -                              | 2       | 0       | 5     | 0     |
| 2002-2003             | Al-Ittihad Tripoli    | Division 1            | 26          | 13          | -               | -               | -                 | -                 | -          | -          | -                              | -                              | -                              | -       | -       | 26    | 13    |
| 2003-2004             | Charleroi             | Division 1            | 15          | 5           | -               | -               | -                 | -                 | -          | -          | -                              | -                              | -                              | -       | -       | 15    | 5     |
| Sous-total            | Sous-total            | Sous-total            | 44          | 18          | -               | -               | -                 | -                 | -          | -          | -                              | -                              | -                              | 2       | 0       | 46    | 18    |
| Total sur la carrière | Total sur la carrière | Total sur la carrière | 323         | 103         | 18              | 6               | 9                 | 3                 | 2          | 1          | -                              | 40                             | 15                             | 31      | 7       | 423   | 135   |

## Palmarès

### En club
- Champion de France en 1997 avec l'AS Monaco
- Vainqueur de la Coupe de Belgique en 1990 avec le RFC de Liège
- Vainqueur du Trophée des Champions en 1997 avec l'AS Monaco

### EnÉquipe du Nigeria
- 31 sélections et 7 buts entre 1992 et 2002
- Vainqueur de la Coupe d'Afrique des Nations en 1994
- Champion Olympique en 1996 avec les Olympiques
- Participation à la Coupe du Monde en 1994 (1/8 de finaliste) et en 1998 (1/8 de finaliste)

## Distinctions individuelles
- Élu joueur africain de l'année en 1997
- Élu Soulier d'ébène belge en 1993

- 32e au Ballon d'or 1997